# Sennius nappi
Sennius nappi is een keversoort uit de familie bladkevers (Chrysomelidae). De wetenschappelijke naam van de soort werd in 1998 gepubliceerd door Ribeiro-Costa & Reynaud.